# Minoru Kihara
Minoru Kihara (木原 稔 Kihara Minoru?,  12 de agosto de 1969) es un político japonés del Partido Liberal Democrático, un miembro de la Cámara de Representantes en la Dieta (legislatura nacional). Nacido en Kumamoto de la prefectura de Kumamoto y graduado de la Universidad de Waseda, fue elegido por primera vez en 2005 después de trabajar en Japan Airlines hasta 2004.
A finales de septiembre de 2013 fue nombrado Secretario de Defensa Parlamentario (防衛大臣政務官?).
Minoru Kihara es miembro del grupo de discusión sobre la dieta en Nippon Kaigi (日本会議国会議員懇談会 - Nippon kaigi kokkai giin kondankai) que apoya la agenda de este lobby abiertamente revisionista.

#### Ministro de Defensa
Tras una reorganización del gabinete, el 13 de septiembre de 2023, fue nombrado ministro de Defensa.
El 3 de octubre de 2023, Kihara visitó los Estados Unidos, donde se reunió con funcionarios estadounidenses para reafirmar el compromiso con la alianza entre Estados Unidos y Japón y promover nuevas áreas de cooperación.